# 이종생 묘역 및 석물
이종생 묘역 및 석물은 대한민국 경기도 하남시 감북동에 있다. 2013년 10월 7일 하남시의 향토유적 제14호로 지정되었다.

## 개요
이종생은 1460년 별시무과에 합격하여 창신교위에 제수되었고 같은 해 10월 불정도원수 신숙주의 군관으로 공을 세워 선략장군이 되었으면 절충장군에 올랐다.